# MÁV-telep (Kőbánya)
A kőbányai MÁV-telep vagy a köznyelvben „Jancsi-telep” Budapest X. kerületének, Kőbányának egyik városrésze.

## Története

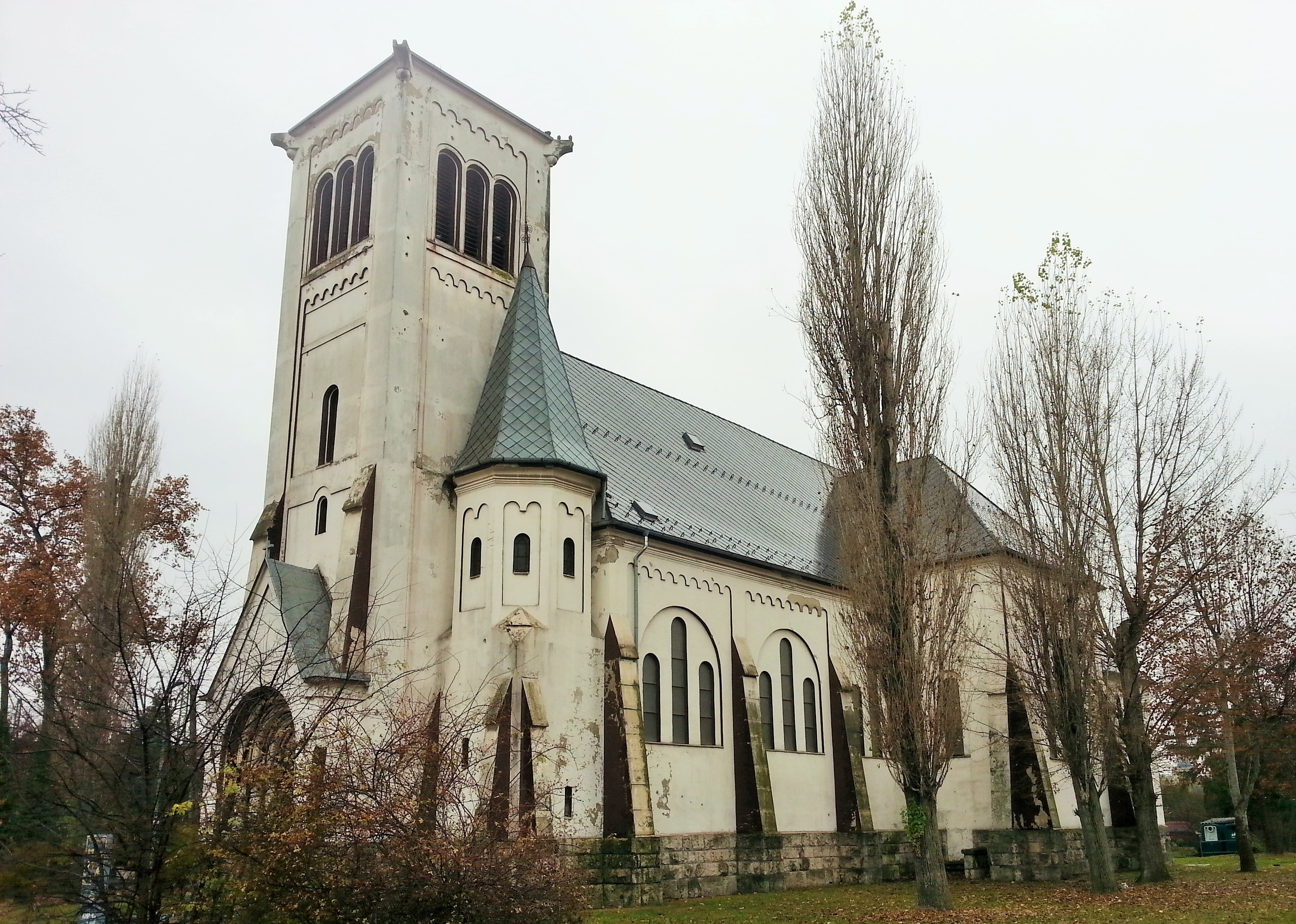
Kőbánya-MÁV-telepi Kisboldogasszony-templom

A kőbányai MÁV-telep 1894 és 1896 között épült fel a Hungária körút – Salgótarjáni út – Zách utca közötti területen a Magyar Államvasutak Északi Főműhely műhelymunkásai és az északi pályaudvar (a későbbi Józsefvárosi pályaudvar) dolgozói számára. Részei MÁV-típustervek alapján készült 26 földszintes ház (4-4 lakással), 15 egyemeletes ház (8-8 lakással), 6 egyemeletes ház (8-8 lakással munkavezetőknek), és egy egyemeletes ház a tisztviselőknek. A mosdókat az egyes épületekben nem a lakásokba, hanem a folyosók végére helyezték, fürdőszobák pedig egyáltalán nem épültek: erre a célra egy külön fürdőház készült. Épült még a telep közepén egy közösségi épület, valamint mosókonyha, bolt, éléskamra, mészárszék, szénkamra és kocsiszín is.
A telep vallási igényeinek kiszolgálására épült meg 1930–1931-ben a Kőbánya-MÁV-telepi Kisboldogasszony-templom (1087 Budapest, Tbiliszi tér 1.).
A telep közkeletű nevének eredete nem teljesen ismert: vagy a telep építését elkezdő bizonyos Müller Jánossal kapcsolatban jelent meg, vagy az Északi Főműhely menzáján fizetőeszközként használt úgynevezett „Jancsi-pénz” kapcsán terjedt el.
A házak többsége napjainkban is lakott, de sok közülük erősen lepusztult állapotban van.

## Egyéb hivatkozások
- https://www.travelo.hu/budapest/20220117-magyarorszag-budapest-kobanya-mav-jancsitelep-seta.html
- https://enbudapestem.hu/2021/07/mesebeli-varoskak-budapesten-belul-a-kertvarosi-mav-telepek/
- https://femina.hu/utazas/jancsi-telep/